# Незалежність Лондона

Великий Лондон, показані більшість голосуючих під час референдуму щодо виходу Великої Британії з ЄС за районами
Вийти
Лишитися

Термін «Незалежність Лондона» (англ. London independence, іноді скорочується до Londependence) позначає переконаність в користі повноцінної незалежності Лондона як міста-держави, окремого від Сполученого Королівства.

## Рух
Статус Лондона в Сполученому Королівстві обговорюється вже кілька років, існують заклики до більшої автономії, прихильники якої аргументують свої погляди тим, що Великий Лондон з його населенням понад 8 млн осіб, з урахуванням розміру його економіки, його ролі, багатонаціонального населення і зі своїми унікальними проблемами в порівнянні з іншою частиною Англії має передумови для одержання більшої автономії. Ідея перетворення Лондона в місто-державу обговорюється з 1990-х років, і знову з'явилася під час референдуму про незалежність Шотландії 2014 року.
Рух за підвищення автономії або повний суверенітет отримав поштовх після референдуму щодо членства Великої Британії у ЄС в 2016 році, за результатами якого Велика Британія в цілому проголосувала за те, щоб вийти з Євросоюзу (52 %), хоча більшість в Лондоні проголосували за те, щоб Велика Британія залишилася в ЄС (60 %). Це призвело до того, що 180 000 лондонців клопотали до Садіка Хана, мера Лондона про отримання незалежності від Великої Британії, щоб залишитися в складі ЄС. Прихильники послалися на статус «глобального міста» і його демографічні та економічні відмінності від решти Сполученого Королівства, і стверджують, що він повинен стати містом-державою, заснованим на моделі Сінгапуру, залишаючись членом ЄС.
Спенсер Лівермор з Лейбористської партії заявив, що незалежність Лондона «повинна бути метою», стверджуючи, що місто-держава Лондон матиме ВВП в два рази більше, ніж Сінгапур. Журналіст Тоні Треверс стверджував, що Хана буде «добре в межах своїх прав, щоб сказати уряду, що Лондон не голосував за вихід з ЄС і те, що мерія зараз розглядає уряд як неблагополучний». Аналітик Кевін Доран зазначив, що винекнення незалежної держави Лондон — це не тільки можливо, але і неминуче «через 20-30 років».
Після референдуму з ЄС Пітер Джон, лідер Лейбористської партії в Саутерку, заявив, що це буде «законне питання» для Лондона, щоб розглянути своє майбутнє в Великій Британії і Європейському Союзі. У Саутуарку 72 % проголосували за те, щоб залишитися в ЄС. Джон також сказав, що «Лондон буде 15-ю за величиною в ЄС державою, більше, ніж Австрія, Данія та Ірландія».
У червні 2019 року Виборча комісія Великої Британії офіційно зареєструвала партію «Londependence».

## Критика
Ідея незалежності Лондона була піддана критиці як нереалістична. Брайан Грум з Financial Times писав, що «смішно думати про будь-яку націю, яка з радістю махає» до побачення «своїй столиці», назвавши ідею про відділення «фантазією».
Доктор Джеймс Кер-Ліндсі, старший науковий співробітник Лондонської школи економіки, який спеціалізується на сепаратистських рухах, заявив в зв'язку з референдумом про незалежність Лондона, що йому «важко уявити, як будь-який уряд погодиться на таке голосування». Він також сказав, що якщо Лондон втік би без дозволу, він не зміг би вступити в ООН.